# Квант-2 (модуль орбітальної станції «Мир»)

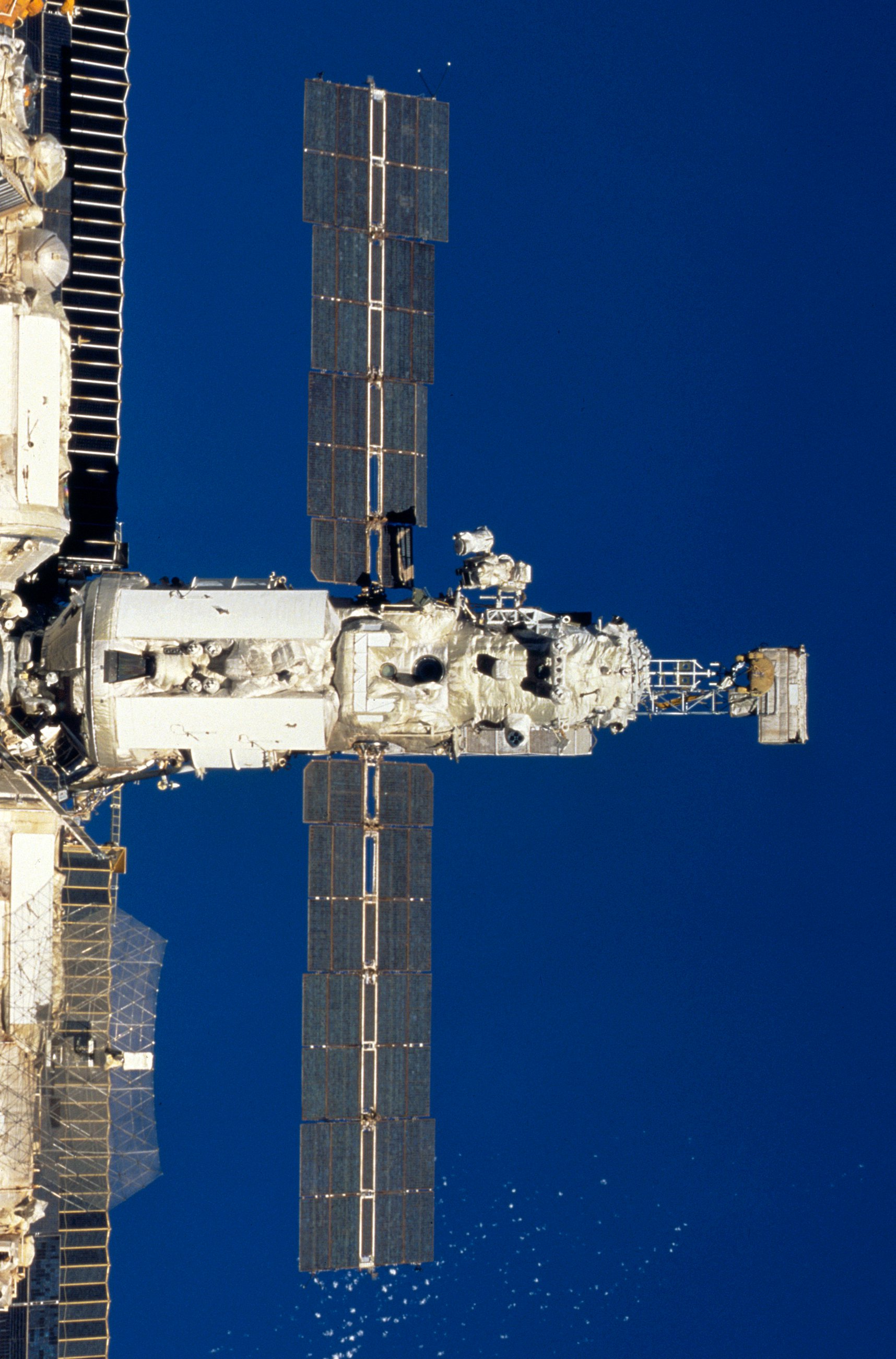
Модуль Квант-2

«Квант-2» (77КСД №17101, ЦМ-Д) - модуль дооснащення станції Мир запущено 26 листопада 1989 року з пускової установки 39, 200-го майданчика космодрому Байконур за допомогою РН «Протон-К». Пристикувався самотужки до станції 6 грудня 1989 року. Розробником і виробником модуля був ГКНПЦ ім. М.В. Хрунічева. Система управління модулем розроблена харківським НВО «Електроприлад».

## Призначення
«Квант-2» призначався для дооснащення комплексу «Мир» обладнанням, науковою апаратурою, а також для забезпечення виходу космонавтів у відкритий космос. Крім того, «Квант-2» використовувався для доставки на «Мир» вантажів. 

## Конструкція
Параметри модуля:
- Довжина: 12,2 м
- Діаметр: 4,35 м
- Маса: 19 640 кг
- Об'єм для проживання: 61,9 м3
- Розмах крил: 24 м

Основою конструкції модуля «Кванта-2» був герметичний корпус на основі ТКС, що складався з трьох відсіків:
- приладо-вантажного (ПВВ), в якому розміщена основна частина приладів і агрегатів службових систем, обладнання дооснащення і доставляються вантажів;
- приладо-наукового (ПНВ), де зосереджена наукова апаратура;
- шлюзового спеціального (ШСВ) з необхідним обладнанням і інструментом для роботи у відкритому космосі.

### Приладо-вантажний відсік
У ПВВ відразу за перехідним люком на «підлозі» розташовувався пост управління модулем з робочим місцем оператора, апаратура системи управління бортовим комплексом. Далі в «коридорі» ПГО під панелями «статі» розташовувалися системи регенерації води з урини і з конденсату (СРВ-У і СРВ-К), буферні батареї модуля. По лівому борту відразу після люка була гігієнічна секція з душовою кабіною та умивальником. По правому борту стояли системи "Джерело", установка для отримання кисню методом електролізу води «Електрон-В» і біотехнічний комплекс «Інкубатор-2».
Крім того, на ПВВ були закріплені: 
- балони з гелієм;
- панелі радіаційного теплообмінника СЗТР;
- датчики СОСБ;
- сонячні та інфрачервоні датчики СУД і інші прилади, які використовуються для управління рухом модуля;
- антени командної радіолінії, телеметричного контролю, командно-вимірювальної системи «Куб-контур»;
- радіотехнічна система стиковки «Курс».

На зовнішній поверхні ПВВ розташовувалися блоки рухової установки модуля: два блоки двигунів корекції і зближення ДКС (тяга 417 кгс) і чотири блоки двигунів малої тяги, в кожен з яких входило п'ять двигунів причалювання і стабілізації ДПС (тяга 40 кгс) і чотири двигуни точної стабілізації ДТЗ (тяга 1.3 кгс). 
Паливо, що залишилося в баках модуля після стикування, використовувалося для корекцій орбіти станції і зміни її орієнтації. Всі двигуни «Кванта-2» використовували пальне НДМГ і окислювач АТ. Паливо розташовувалося в восьми циліндричних баках, встановлених зовні ПГО під радіаторами системи забезпечення теплового режиму (СЗТР). 

### Приладо-науковий відсік
У ПНВ розташовувалися пульти управління зовнішньої поворотною платформою АСП-Г-М, спектральний фотоапарат МКФ-6мА, обладнання для шлюзування. 
Зовні ПНВ стояли шість гіродінов, два бака для зберігання води загальним об'ємом 300 л, дві поворотні панелі сонячної батареї площею 53.2 м2 і потужністю 6.9 кВт. На зовнішній поверхні ШСО розташовувалися куля-балони зі стисненим повітрям системи шлюзування, оптичний зоряний датчик, майданчик для кріплення експонується у відкритому космосі обладнання. Крім того, на ШСО була закріплена автоматична гіростабілізованого-ва платформа АСП-Г-М. На ній стояв відеоспектральний комплекс, до складу якого входили чорно-білий та кольоровий телекамери, інфрачервоний спектрометр ІТС-7Д, аналізатор рентгенівського випромінювання АРИЗ, багатозональної спектрометр МКС-М2.

### Шлюзовий спеціальний відсік
У ШСВ розташовувалося СПК, зберігалися два скафандра «Орлан-ДМА». Відсік закінчувався вихідним люком діаметром 1000 мм. По осі модуля з боку конічного днища був встановлений активний стикувальний агрегат ССВП-А. Поруч з ним закріплений маніпулятор системи автоматичної перестиковки АСПРО. 
Управління роботою комплексу могло здійснюватися в трьох режимах: оператором з ЦУПа зі спеціально обладнаного робочого місця, космонавтом з модуля, а також автоматично за заданою програмою.
Зовні модуль був покритий екранно-вакуумною теплоізоляцією.

## Галерея

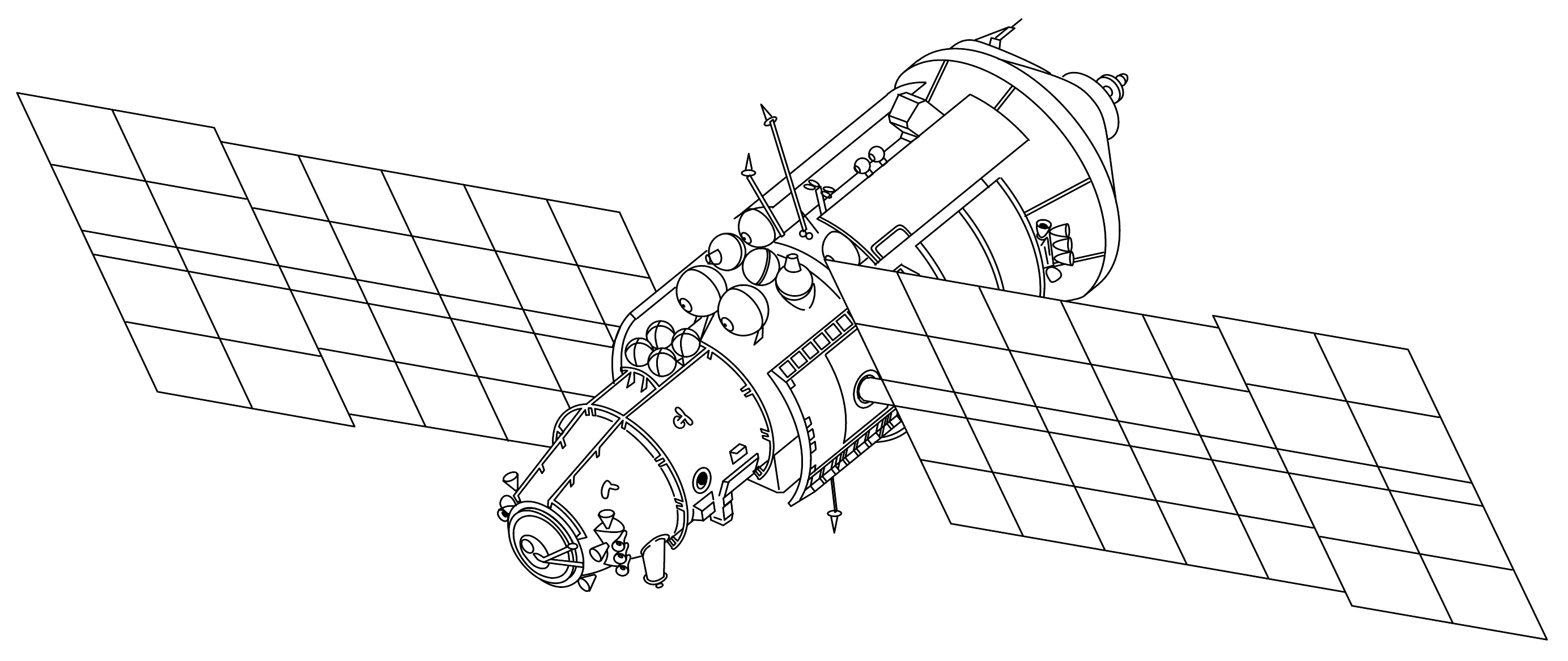
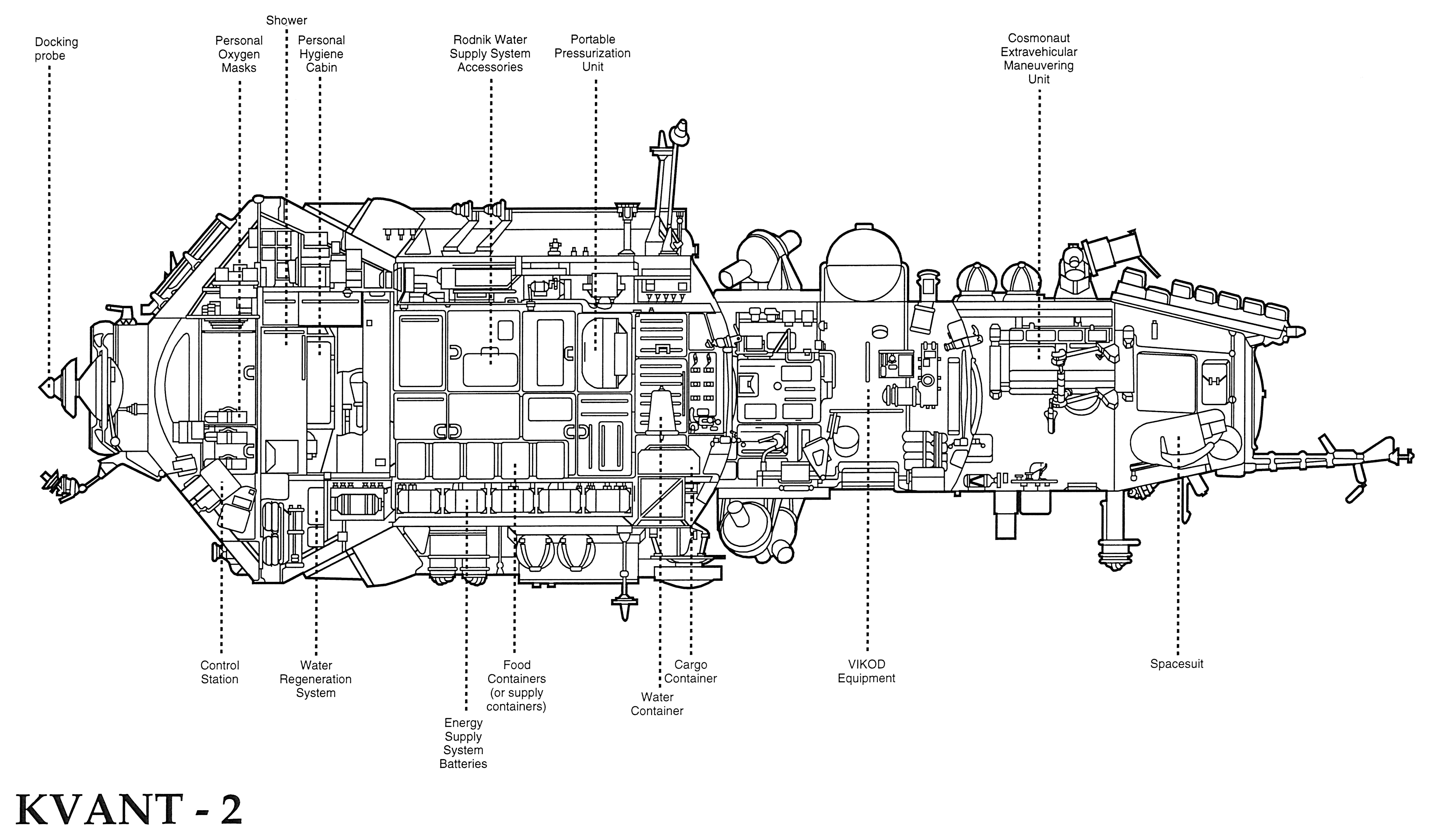
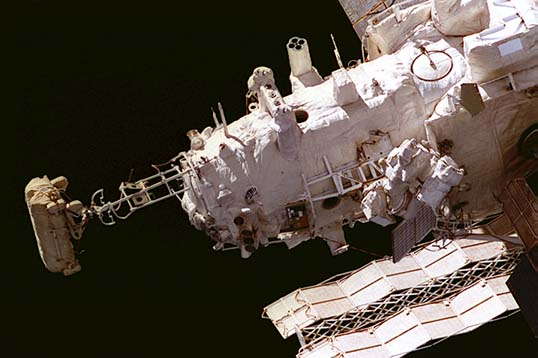